# Leonard Eugene Dickson
Leonard Eugene Dickson (ur. 22 stycznia 1874 w Independence, zm. 17 stycznia 1954 w Harlingen) – amerykański matematyk zajmujący się głównie teorią liczb (prace dotyczyły m.in. problemu Waringa) oraz algebrą.

## Życiorys
Współpracował z czołowymi teoretykami teorii grup Sophusem Lie, Camillem Jordan oraz Josephem Wedderburn. Od 1899 roku był profesorem na Uniwersytecie Teksańskim w Austin (studiował tamże), a następnie także profesorem na University of Chicago. W roku 1928 otrzymał tzw. nagrodę Cole’a przyznawaną w dziedzinie algebry. W roku 1915 został przyjęty do American Academy of Arts and Sciences. Doctor honoris causa uniwersytetów Harvard (1936) i Princeton (1941). Opublikował w sumie 18 książek oraz 250 prac naukowych.

## Publikacje
- Dickson, Leonard Eugene (1958) [1901], Magnus, Wilhelm, ed., Linear groups: With an exposition of the Galois field theory, Dover Phoenix editions, New York: Dover Publications, ISBN 978-0-486-49548-4, MR 0104735
- Dickson, Leonard Eugene (1903) [1903], Introduction to the theory of algebraic equations, New York: John Wiley & Sons
- Dickson, Leonard Eugene (2010) [1914], Linear algebras, Reprinting of Cambridge Tracts in Mathematics and Mathematical Physics, No. 16, Naub press, ISBN 978-1-178-36805-5, MR 0118745
- Dickson, Leonard Eugene (2010) [1914], Algebraic invariants, Cornell University Library, ISBN 978-1-4297-0042-9
- Dickson, Leonard Eugene (2004) [1914], On invariants and the theory of numbers, Dover Phoenix editions, New York: Dover Publications, ISBN 978-0-486-43828-3, MR 0201389
- Dickson, Leonard Eugene (2009) [1914], Elementary theory of equations, Cornell University Library, ISBN 978-1-112-27988-1
- Dickson, Leonard Eugene (2005) [1919], History of the theory of numbers. Vol. I: Divisibility and primality., New York: Dover Publications, ISBN 978-0-486-44232-7, MR 0245499
- Dickson, Leonard Eugene (2005) [1920], History of the theory of numbers. Vol. II: Diophantine analysis, New York: Dover Publications, ISBN 978-0-486-44233-4, MR 0245500
- Dickson, Leonard Eugene (2005) [1923], History of the theory of numbers. Vol. III: Quadratic and higher forms, New York: Dover Publications, ISBN 978-0-486-44234-1, MR 0245501
- Dickson, Leonard Eugene (2009) [1922], First course in the theory of equations, University of Michigan Library
- Dickson, Leonard Eugene (1960) [1923], Algebras and their arithmetics, New York: Dover Publications, ISBN 978-0-486-60616-3, MR 0111764
- Dickson, Leonard Eugene (1975), Albert, A. Adrian, ed., The collected mathematical papers of Leonard Eugene Dickson I–VI, New York: AMS Chelsea Publishing, ISBN 978-0-8284-0273-6, MR 0749229